# 海国王朝

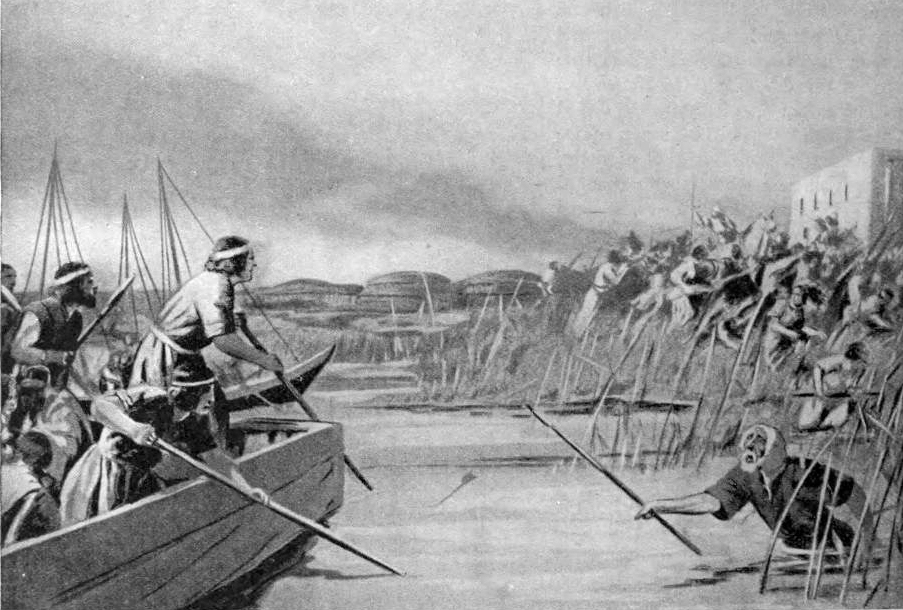
加喜特人征服苏美尔（20世紀重建）

海国王朝（英語：Sealand Dynasty）被用于描述两河流域南部（尤其不包括巴比伦城）地区的独立政权。波斯征服前的巴比伦存在两个海国王朝，一般所指代的都是第一个海国王朝（海国第一王朝，前16世纪-前1460年）。它处于古巴比伦之後、加喜特王朝之前，是巴比伦第一王朝第六任君主汉谟拉比死后，约公元前18世纪年由伊鲁马·伊鲁姆于南部苏美尔的沼泽地所建立的一个独立城邦。亦名巴比伦第二王朝。该王朝持续近3个世纪，约于公元前15世纪灭亡。
此外，巴比伦第五王朝也会自称为「海国王朝」（𒁄𒆳𒀀𒀊𒁀），经常史称海国第二王朝（前1021年-前1001年）或巴比伦第五王朝。该王朝是巴比伦受到亚兰人冲击后建立的一系列不稳定政权之一，很快被新的王朝所取代。

## 海国第一王朝：巴比伦第二王朝
在三份巴比伦王表中，这个王朝的名字被称作「吴鲁库格」王朝（𒁄 𒌷𒆬𒆠，阿卡德語：或𒂍𒌷𒆬𒆠）。W·G·兰伯特认为，「吴鲁库格」是一具体的城镇，可能是如今的Al-Hibā遗址，也有观点认为它是拉格什或乌尔的别名。
吴鲁库格有一个别称：杜尔·恩利勒（𒂦𒀭𒂗𒆤），它同样不知道其具体位置。
至于「海国王朝」的名字，当时的文物中还没有痕迹，但后世文本中都将其称之为「海国之王」（𒈗𒆳𒀀𒀊𒁀）。
巴比伦王表A、B，以及一些零碎王表中都保存了该王朝的国王姓名：
| 王名             | 王名  | 在位时间 |
| ---------------- | ----- | -------- |
| 伊鲁马·伊鲁姆    | 𒀭𒈠𒀭   | ?1年     |
| 伊提·以利·尼比   | 𒆠𒀭𒉌𒁉  | ?5年     |
| 达米克·伊利舒    | 𒁮𒆠𒉌𒉌𒋗 | ?6年     |
| 伊什其巴勒       | 𒅖𒆠𒁄   | 15年     |
| 舒乌什           | 𒋗𒍑𒅆   | 24年     |
| 古勒祺沙         | 𒄢𒆠𒊹   | 55年     |
|                  | 𒀸𒌋𒂗   |          |
| 佩什伽勒杜剌美什 | 𒄫𒃲𒁰𒈦  | 29年     |
| 阿雅杜剌伽拉马   | 𒀀𒀀𒁰𒌦𒈠 | 28年     |
| 阿库尔杜冉那     | 𒀀𒆳𒌌𒀭𒈾 | 26年     |
| 美棱库尔库剌     | 𒈨𒉈𒆳𒆳𒊏 | 7年      |
| 伊亚-加米尔      | 𒄫𒃲𒁰𒈦  | 9年      |
| 1. 2. 3. 4. 5.   |       |          |

王表记载吴鲁库格王朝统治368年。以上每位国王的统治年份加起来也不足368年，这个数字仍然大到几乎不可能将其合理地安排于古巴比伦王国和加喜特王朝之间，因此368年不可能是海国王朝的真实统治时长，它可能是夸大的，也可能采用了不同的标准。
海国王朝可分析的信息相当少，我们只能大致推算这些国王在历史中的位置：
- 伊鲁马·伊鲁姆应当是萨姆苏伊鲁纳、阿比·埃苏赫的同代人，因为至少在萨姆苏伊鲁纳29年尼普尔陷入他的统治之下，且他在阿比·埃苏赫拦截底格里斯河时仍然维持统治。
- 达米克·伊利舒应当在阿米·地塔那的后期统治，因为阿米底塔那末年曾经摧毁过他建造的一座堡垒。
- 古勒祺沙应当是萨姆苏地塔那的同代人，在他相关的史诗中，他征服了巴比伦城，这应当是赫梯人洗劫巴比伦之後、加喜特人统治巴比伦之前发生的事情。
- 伊亚-加米尔应当是乌拉木布里亚什的同代人，因为後者征服了海国王朝，并使他流亡埃兰。

伊鲁马·伊鲁姆何时开始统治、伊亚-加米尔何时被驱逐，我们都无法确定，因为伊鲁马·伊鲁姆在统治尼普尔之前的历史我们无法确知，而和伊亚-加米尔同时代的乌拉木布里亚什也无法确定断代。因此，海国王朝的起止时间是高度模糊的。

## 海国第二王朝：巴比伦第五王朝
这个王朝在王表里即自称为「海国王朝」，这可能是因为此时它的政治重心只能龟缩在南部海国一带。
这一王朝很短暂，只有三位王：
| 王名             | 王名   | 在位时间      |
| ---------------- | ------ | ------------- |
| 西姆巴尔·什帕克  | 𒉆𒁇𒅆𒄷   | 前1021-前1004 |
| 埃阿·穆金·泽瑞   | 𒀭𒁁𒈬𒆥𒆰  | 前1004        |
| 卡什舒·那丁·阿海 | 𒀭𒁉𒋙𒌑𒋧𒋀 | 前1003-前1001 |

西姆巴尔·什帕克，埃里巴·辛之子，是该王朝第一位也是最杰出的统治者。在巴比伦第四王朝末期亚兰人数十年的破坏之后，他恢复了巴比伦的政治权力。他恢复控制的范围包括西帕尔、尼普尔等。
他在尼普尔重建了恩利勒的祭祀器具，并在西帕尔恢复了沙马什的食物祭祀。
西姆巴尔·什帕克最终被暗杀，哈士麻氏的埃阿·穆金·泽瑞短暂统治了该王朝，仅几个月便去世。在王朝最后一位君主卡什舒·那丁·阿海的统治下，国家再次陷入无政府状态。
加喜特式的国王名字似乎表明，继巴比伦第四王朝的阿卡德统治者之后，这个王朝代表了加喜特人权力的复兴，但具体的证据尚不明确。

## 文献
1. ↑  Babylonian King List A, BM 33332
2. ↑  BM 35572+